# José Pauwels
José Maria Aloysius Pauwels (24 de junho de 1928 — 7 de julho de 2012) foi um ciclista de pista belga. Representou seu país, Bélgica, na perseguição por equipes de 4 km nos Jogos Olímpicos de Verão de 1952. A equipe belga terminou na quinta posição.